# Хилл, Дэйв (сценарист)
Дэйв Хилл (англ. Dave Hill; родился 15 мая 1984) — продюсер и сценарист телевидения, лауреат премии «Эмми».
Он известен как сценарист четырёх эпизодов сериала HBO «Игра престолов»: «Сыны Гарпии» в пятом сезоне, «Дом» в шестом сезоне, «Восточный Дозор» в седьмом сезоне и «Винтерфелл» в восьмом сезоне.
Дэйв Хилл работал ассистентом в «Игре престолов» начиная со второго сезона. В 2014 году, Хилл был назначен написать сценарий к эпизоду пятого сезона.